# 天主教沙特爾教區
天主教沙特爾教區（拉丁語：Dioecesis Carnutensis）是法國一個羅馬天主教教區。屬圖爾總教區。
教區範圍包括厄尔-卢瓦省。2010年有教友287,000人，佔轄區總人口70.1%。教區下轄七十八個堂區，有一百零四名司鐸。現任教區主教為彌額爾·龐薩爾。
3世紀成立教區，1801年11月29日被併入凡爾賽教區。1822年10月6日恢復，2002年12月16日前屬布爾日總教區。